# Marquesado de Almunia
El marquesado de Almunia es un título nobiliario de las Dos Sicilias creado el 1 de junio de 1736 por el rey Carlos VII de Nápoles y Sicilia —futuro Carlos III de España— en favor de Luis de Almunia y Pérez-Calvillo.

## Marqueses de Almunia
|                                   | Titular                                | Periodo                           |
| Creación por Carlos III de España | Creación por Carlos III de España      | Creación por Carlos III de España |
| --------------------------------- | -------------------------------------- | --------------------------------- |
| I                                 | Luis de Almunia y Pérez-Calvillo       | 1736-¿?                           |
| II                                | Mariana de Almudena y Crespo           | ¿?-¿?                             |
| III                               | Joaquín Almunia de Próxita y Almunia   | ¿?-1859                           |
| IV                                | Joaquín Almunia de Próxita y Baciero   | 1859-1876                         |
| V                                 | Joaquín Almunia de Próxita y Merita    | 1889-¿?                           |
| VI                                | Luis de Almunia de Próxita y Bordalona | ¿?-¿?                             |
| VII                               | Antonio Almunia de Próxita y de León   | ¿?-¿?                             |
| VIII                              | María Teresa de Almunia y Lafitte      | 1973-hoy                          |

## Historia de los marqueses de Almunia
- Luis de Almunia y Pérez-Calvillo, I marqués de Almunia, general de los Reales Ejércitos.[1]

- Mariana de Almudena y Crespo, II marquesa de Almunia.[2]

Casó con José Almunia de Próxita y Adell (n. 1718), caballero de la Real Maestranza de Valencia. Le sucedió su hijo:
- Joaquín Almunia de Próxita y Almunia (n. Valencia, 4 de agosto de 1752), III marqués de Almunia.[2]

Casó el 5 de septiembre de 1783, en Valencia, con Baltasara Baciero, de la casa de los barones de Petres y Mayals. Le sucedió su hijo:
- Joaquín Almunia de Próxita y Baciero (Turia, 18 de diciembre de 1786-Valencia, 6 de septiembre de 1859), IV marqués de Almunia, caballero maestrante de Valencia.[2]

Casó el 19 de marzo de 1825, en Alcoy (Alicante), con Joaquina de Merita. Le sucedió su hijo:
- Joaquín Almunia de Próxita y Merita (Valencia, 10 de octubre de 1826-Valencia, 11 de diciembre de 1876), V marqués de Almunia.[3]

Casó con Inés de Bordalonga y Casaurranch, oriunda del Bearn (Francia). El 20 de noviembre de 1889 le sucedió su hijo:
- Luis de Almunia de Próxita y Bordalona (n. Valencia, 24 de junio de 1868), VI marqués de Almunia.[3]

Casó el 26 de noviembre de 1895, en Valencia, con Vicenta de León y Núñez de Robrés (1870-1913), hija del genealogista Antonio de León y Juez-Sarmiento y su esposa Encarnación Núñez de Robrés y Salvador. Le sucedió:
- Antonio Almunia de Próxita y de León (Valencia, 20 de diciembre de 1896-Sevilla, 27 de agosto de 1972), VII marqués de Almunia, caballero de la Asociación de Hidalgos a Fuero de España desde 1957.[3]

Casó con María Teresa Lafitte y Vargas. El 16 de marzo de 1973 le sucedió su hija:
- María Teresa de Almunia y Lafitte, VIII marquesa de Almunia.[3]